# Чистов, Александр Евдокимович
Алекса́ндр Евдоки́мович Чисто́в (27 ноября 1923 год, Москва — 2005, Самара) — советский тренер по футболу и русскому хоккею, судья по русскому хоккею и футболу.

## Биография
Александр Чистов родился в Москве.
В футбол начал играть на стадионе «Юных пионеров» в 1935 году вместе с Марком Рафаловым. Играл за юношеские команды на первенство Москвы.
В 1941 году добровольцем ушел на фронт в составе дивизии народного ополчения. Воевал на Западном фронте в зенитной артиллерии, потом в составе Прибалтийского фронта, несколько раз был ранен. В 1945 году дивизию перебросили в Забайкалье, в состав Забайкальского фронта. Участник войны с Японией. Военная служба продолжалась до 1948 года.
В 1948 году, демобилизовавшись из армии, приехал в Куйбышев, где проживали родственники. Почти сразу же пришёл работать на стадион «Локомотив» с детьми и юношами. Вся его дальнейшая тренерская работа связана с этим клубом. Здесь же начал судить матчи по футболу и русскому хоккею.
В 1948 году футбольный «Локомотив» стал чемпионом РСФСР среди юношей.
Александр Чистов возглавлял футбольную команду «Локомотив» в 1950 году в первенстве РСФСР (2 место в зоне) и в 1956 году в Кубке РСФСР.
В сезоне 1959/60 команда железнодорожников по хоккею с мячом под руководством Александра Чистова стала чемпионом Куйбышева. Её включили в число участников первенства СССР класса «Б» сезона 1960/61. В пятой зоне 2 группы команда, под руководством Чистова заняла 6-е место, но руководство не нашло средств на участие в следующем сезоне.
Воспитанник Александра Чистова Валерий Полодухин стал мастером спорта международного класса по хоккею с мячом. 
Судить футбольные матчи начал ещё до войны, в Москве. Много лет сочетал тренерскую работу и судейство. Имел республиканскую судейскую категорию по футболу и всесоюзную категорию по хоккею с мячом. По футболу судил матчи команд класса «Б» в поле, а класса «А» — помощником. 
Судил игру 16 ноября 1960 года в Киеве между «Динамо» — «Торпедо» (1:2), в которой он и Николай Павлов помогали Николаю Крылову. Москвичи выиграли под руководством Виктора Маслова и стали чемпионами.
Был судьёй на линии в 2 матчах Кубка СССР 1965 года:
- 1 июня (⅛ финала): «Динамо» (Москва) — «Динамо» (Ленинград) 1:2[11]
- 9 июня (¼ финала): «Шахтёр» (Донецк) — «Динамо» (Минск) 0:2[12]

Неоднократно выступал телекомментатором спортивных соревнований на канале ВГТРК «Самара» и корреспондентом газеты «За Родину».

## Достижения
главный тренер команд
- 1948 — футбольная команда «Локомотив», чемпион РСФСР среди юношей
- 1950 — футбольная команда «Локомотив», первенство РСФСР (2 место в зоне)[7]
- 1959/60 — команда «Локомотив» по хоккею с мячом, чемпион Куйбышева
- 1960/61 — команда «Локомотив» по хоккею с мячом, 6 место во Второй группе (5 зона)

спортивный тренер
- воспитал одного мсмк СССР по хоккею с мячом и семь мс СССР по футболу ➤

судья
- дважды по итогам Чемпионатов СССР по хоккею с мячом 1967/68 и 1970/71 годов входил в список 10 лучших судей Федерации хоккея с мячом СССР
- был запасным арбитром в судейской бригаде от Федерации хоккея с мячом СССР на Чемпионате мира по хоккею с мячом 1969 года[15]

## Воспитанники
хоккей с мячом
- Валерий Полодухин — Мастер спорта международного класса, обладатель Кубка Европейских Чемпионов 1974 года, чемпион СССР 1973/74 и бронзовый призёр чемпионата СССР 1974/75[16]

футбол
- Борис Казаков — Мастер спорта СССР, игрок сборной СССР, бронзовый призёр чемпионата СССР (1964, 1965)[17]
- Альфред Фёдоров — Мастер спорта СССР, игрок сборной СССР[18]
- Арон Гирсон — Мастер спорта СССР, чемпион УССР[19]
- Василий Рябенко — Мастер спорта СССР, чемпион РСФСР
- Валерьян Панфилов[20], Юрий Ревебцов, Владимир Соловьёв — Мастер спорта СССР
- Михаил Горкушенко, Владимир Кейлин[21], Станислав Судаков[22]

## Судейская статистика
хоккей с мячом
- Главный арбитр Чемпионат СССР по хоккею с мячом 1967/1968[23][24], Чемпионат СССР по хоккею с мячом 1973/1974[25]

| Дата       | Матч                                      | Счёт |
| ---------- | ----------------------------------------- | ---- |
| 24.12.1967 | Труд (Краснотурьинск)—Шахтёр (Кемерово)   | 0:2  |
| 27.12.1967 | Труд (Краснотурьинск)—Енисей (Красноярск) | 2:2  |
| 27.01.1968 | Волга (Ульяновск)—Труд (Краснотурьинск)   | 4:0  |

футбол
| Год   | Итого   | Итого    | Высшая лига СССР | Высшая лига СССР | Первая лига СССР | Первая лига СССР | Вторая лига СССР | Вторая лига СССР | Кубок СССР | Кубок СССР | Дублёры | Дублёры  |
| Год   | Главный | Лайнсмен | Главный          | Лайнсмен         | Главный          | Лайнсмен         | Главный          | Лайнсмен         | Главный    | Лайнсмен   | Главный | Лайнсмен |
| ----- | ------- | -------- | ---------------- | ---------------- | ---------------- | ---------------- | ---------------- | ---------------- | ---------- | ---------- | ------- | -------- |
| 1954  | —       | 1        | —                | 1                | —                | —                | —                | —                | —          | —          | —       | —        |
| 1955  | —       | 1        | —                | 1                | —                | —                | —                | —                | —          | —          | —       | —        |
| 1958  | —       | 1        | —                | 1                | —                | —                | —                | —                | —          | —          | —       | —        |
| 1959  | 1       | —        | —                | —                | —                | —                | —                | —                | —          | —          | 1       | —        |
| 1960  | —       | 1        | —                | 1                | —                | —                | —                | —                | —          | —          | —       | —        |
| 1963  | —       | 3        | —                | 2                | —                | 1                | —                | —                | —          | —          | —       | —        |
| 1964  | 4       | 6        | —                | 4                | —                | 2                | 2                | —                | —          | —          | 2       | —        |
| 1965  | 9       | 8        | —                | 5                | —                | 1                | 4                | —                | —          | 2          | 5       | —        |
| 1966  | —       | 3        | —                | 3                | —                | —                | —                | —                | —          | —          | —       | —        |
| 1967  | —       | 3        | —                | 3                | —                | —                | —                | —                | —          | —          | —       | —        |
| 1968  | —       | 1        | —                | 1                | —                | —                | —                | —                | —          | —          | —       | —        |
| 1970  | —       | 1        | —                | —                | —                | 1                | —                | —                | —          | —          | —       | —        |
| 1971  | —       | 3        | —                | —                | —                | 3                | —                | 1                | —          | —          | —       | —        |
| ИТОГО | 14      | 33       | —                | 22               | —                | 8                | 6                | 1                | —          | 2          | 8       | —        |

## Личная жизнь
- Чистов, Иван Евдокимович (1933—2017) — брат, гандболист и арбитр по гандболу